# 26. říjen
26. říjen je 299. den roku podle gregoriánského kalendáře (300. v přestupném roce). Do konce roku zbývá 66 dní.

## Události

### Česko
- 1919 – Na církevním sněmu v Trnovanech vznikla Německá evangelická církev v Čechách, na Moravě a ve Slezsku.
- 1992
  - V Praze vznikla nová zaměstnanecká Zdravotní pojišťovna ministerstva vnitra.
  - V pražské nemocnici Na Homolce byla provedena první operace mozku pomocí Leksellova gama nože, zakoupeného za 100 milionů korun z dobročinné sbírky Konto Míša organizované Nadací Charty 77.
- 2002 – V senátních a komunálních volbách triumfovali nezávislí kandidáti a Občanská demokratická strana, zatímco kandidáti bývalé Čtyřkoalice propadli.
- 2013 – Na zámku v Lánech se sešli spiklenci ČSSD s prezidentem Zemanem, což později popírali a schůzka byla médii označena jako lánský puč.
- 2024 – Po 101 letech existence ukončily České aerolinie svou činnost jako letecká společnost, a to letem OK 767 z Paříže do Prahy. Ze společnosti se stala zastřešující společnost skupiny Smartwings.

### Svět
- 0740 – Silné zemětřesení otřáslo Konstantinopolí, poničilo hradby a budovy města
- 1529 – Sir Thomas More se stal lordem kancléřem Anglie na dvoře krále Jindřicha VIII.
- 1825 – V USA byl zprovozněn Erijský kanál, který umožnil plavbu z Atlantského oceánu do Velkých jezer
- 1860 – Giuseppe Garibaldi, dobyvatel Království obojí Sicílie, pozdravil v Teanu Viktora Emanuela II. jako krále celé Itálie.
- 1861 – Německý učitel Johann Philipp Reis sestrojil první elektrický telefon s mikrofonem a předvedl jej ve Frankfurtu nad Mohanem. Jeho přístroj však ještě nedokázal přenášet řeč, pouze tóny, a v praxi se neuplatnil.
- 1863 – V Anglii vznikla Fotbalová asociace, která stanovila pravidla fotbalu, platící pro celý svět, a oddělila ragby jako samostatný sport.
- 1880 – Louis Pasteur představil na pařížské Akademii věd výsledky svých pokusů s aktivní imunizací vůči nakažlivým nemocem pomocí oslabené bakteriální kultury.
- 1881 – Ve městě Tombstone v Arizoně se odehrála nejslavnější přestřelka v dějinách Divokého západu, jíž se zúčastnil i Wyatt Earp.
- 1905 – Švédsko uznalo nezávislost Norska a zanikla společná unie.
- 1939 – Jozef Tiso se stal prezidentem Slovenského státu.
- 1944 – Druhá světová válka, boj o Filipíny: bitva u Leyte skončila drtivou porážkou japonského námořnictva.
- 1955 – Rakousko přijalo svoji Ústavu a tento den je rakouským státním svátkem.
- 1958 – Dopravní letadlo Boeing 707 poprvé letělo přes Atlantský oceán na lince společnosti Pan Am z New Yorku do Paříže.
- 1965 – Členové skupiny Beatles převzali Řád britského impéria.
- 1984 – záhadným úmrtím Němce Günthera Stolla začal tzv. Případ YOGTZE, který dodnes patří k nejzáhadnějším případům německé kriminalistiky
- 1994 – Izrael a Jordánsko uzavřely mírovou smlouvu.
- 2002 – Po čtyřech dnech byl ukončen útok v moskevském divadle na Dubrovce, při kterém zahynulo okolo 130 lidí.
- 2015 – Zemětřesení o síle 7,7 Richterovy stupnice s epicentrem v afghánském pohoří Hindúkuš zabilo v Afghánistánu, Pákistánu a Indii stovky lidí.
- 2016 – Ve střední Itálii při zemětřesení zahynuli 3 lidé a desítky jich bylo zraněno.

## Narození
Viz též Kategorie:Narození 26. října — automatický abecedně řazený seznam.

### Česko
- 1765

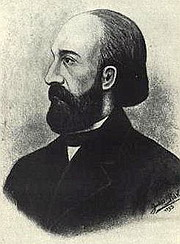
Jakub Jan Ryba (* 1765)

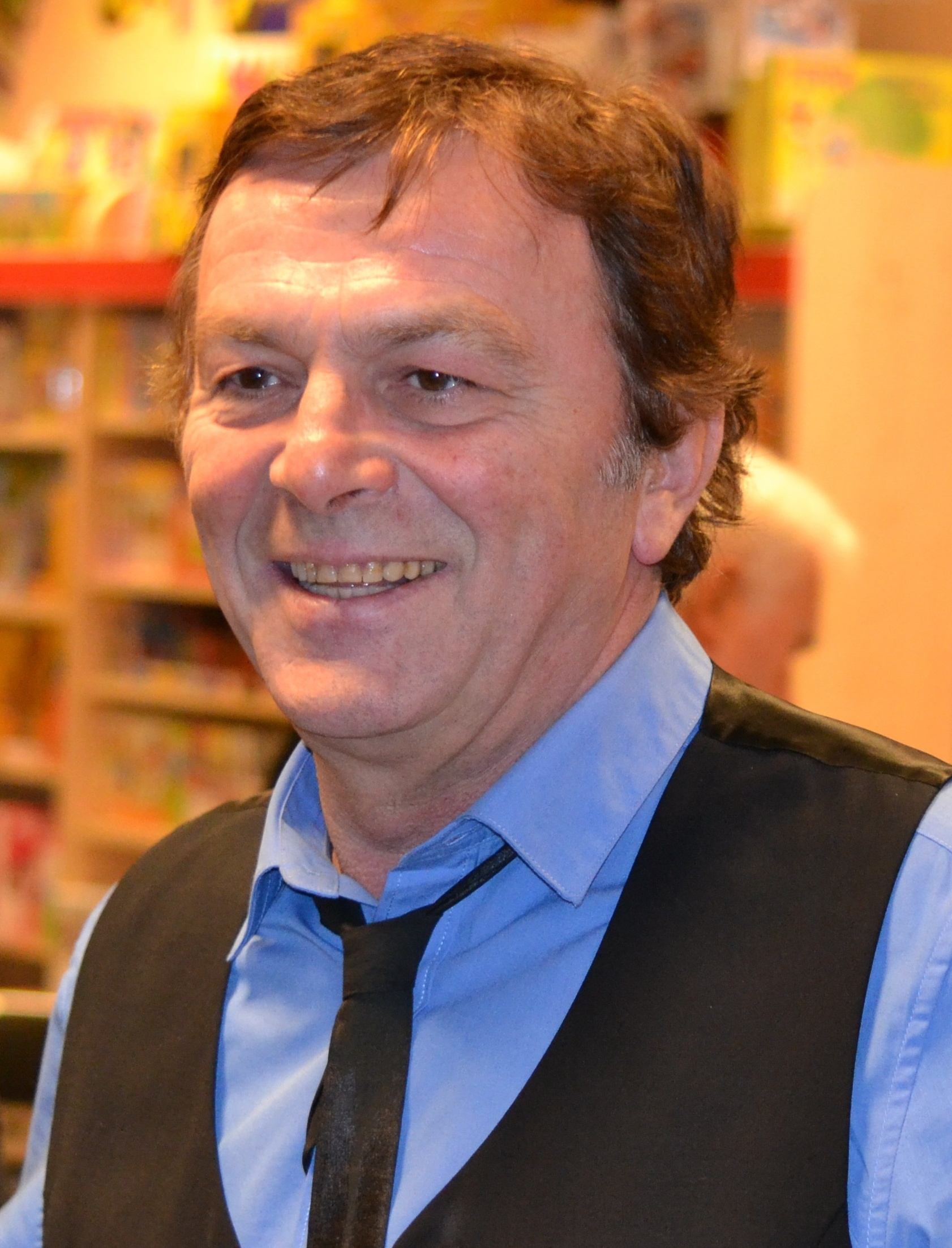
Pavel Trávníček (* 1950)

  - Jakub Jan Ryba, učitel a hudební skladatel, autor České mše vánoční († 8. dubna 1815)
  - Václav Thám, herec a spisovatel († okolo 1816)
- 1804 – Josef Ugarte, poslanec Říšské rady a Moravského zemského sněmu († 27. července 1862)
- 1829 – Vojtěch Šafařík, chemik a astronom († 2. července 1902)
- 1843 – Mikuláš Benda, pedagog a matematik († 17. září 1925)
- 1861 – Joža Uprka, malíř a grafik († 12. ledna 1940)
- 1851 – František Pubal, kronikář († 15. června 1923)
- 1873 – Gabriel Volko, československý politik slovenské národnosti († 25. února 1960)
- 1892 – Jarmila Urbánková, herečka († 21. července 1979)
- 1895 – Laura Třešňáková, divadelní herečka († 10. února 1969)
- 1896 – Vlasta Kálalová, lékařka, specialistka na tropické nemoci a entomologii († 15. února 1971)
- 1900 – Zdenek Rykr, malíř, ilustrátor, žurnalista a scénograf († 15. ledna 1940)
- 1901 – Vladimír Karfík, architekt († 6. června 1996)
- 1905 – Emil Holan, spisovatel populárně naučné literatury pro mládež († 1944)
- 1906 – Václav Pšenička, vzpěrač, stříbro na OH 1932 († 25. dubna 1961)
- 1907 – Miroslav Novák, patriarcha Církve československé († 5. května 2000)
- 1909 – Ferdinand Bučina, fotograf a filmař († 10. listopadu 1994)
- 1923 – Jindřiška Smetanová, spisovatelka († 24. prosince 2012)
- 1925 – Bohuslav Čáp, herec († 11. června 1997)
- 1926 – Zbyněk Zbyslav Stránský, muzeolog a vysokoškolský pedagog († 21. ledna 2016)
- 1927 – Ronald Kraus, textař († 7. ledna 1996)
- 1930 – Karel Malý, právník, rektor Univerzity Karlovy v Praze
- 1941 – Jiří Křižan, scenárista († 13. října 2010)
- 1943 – Jaroslav Čejka, básník, prozaik, dramatik a žurnalista
- 1944
  - Helena Mallotová, cizojazyčná redaktorka, překladatelka a politička
  - Jan Obermayer, hudebník
- 1946 – Andrej Barčák mladší, ministr zahraničního obchodu
- 1950 – Pavel Trávníček, herec, moderátor, dabér a divadelní režisér
- 1951 – Jaroslav Hrbek, historik († 17. dubna 2009)
- 1954 – Zuzana Stirská, zpěvačka a herečka
- 1964
  - Naděžda Dobešová, kuželkářka a zastupitelka
  - Karel Camrda, cyklokrosař
- 1973 – Jana Černochová, politička

### Svět

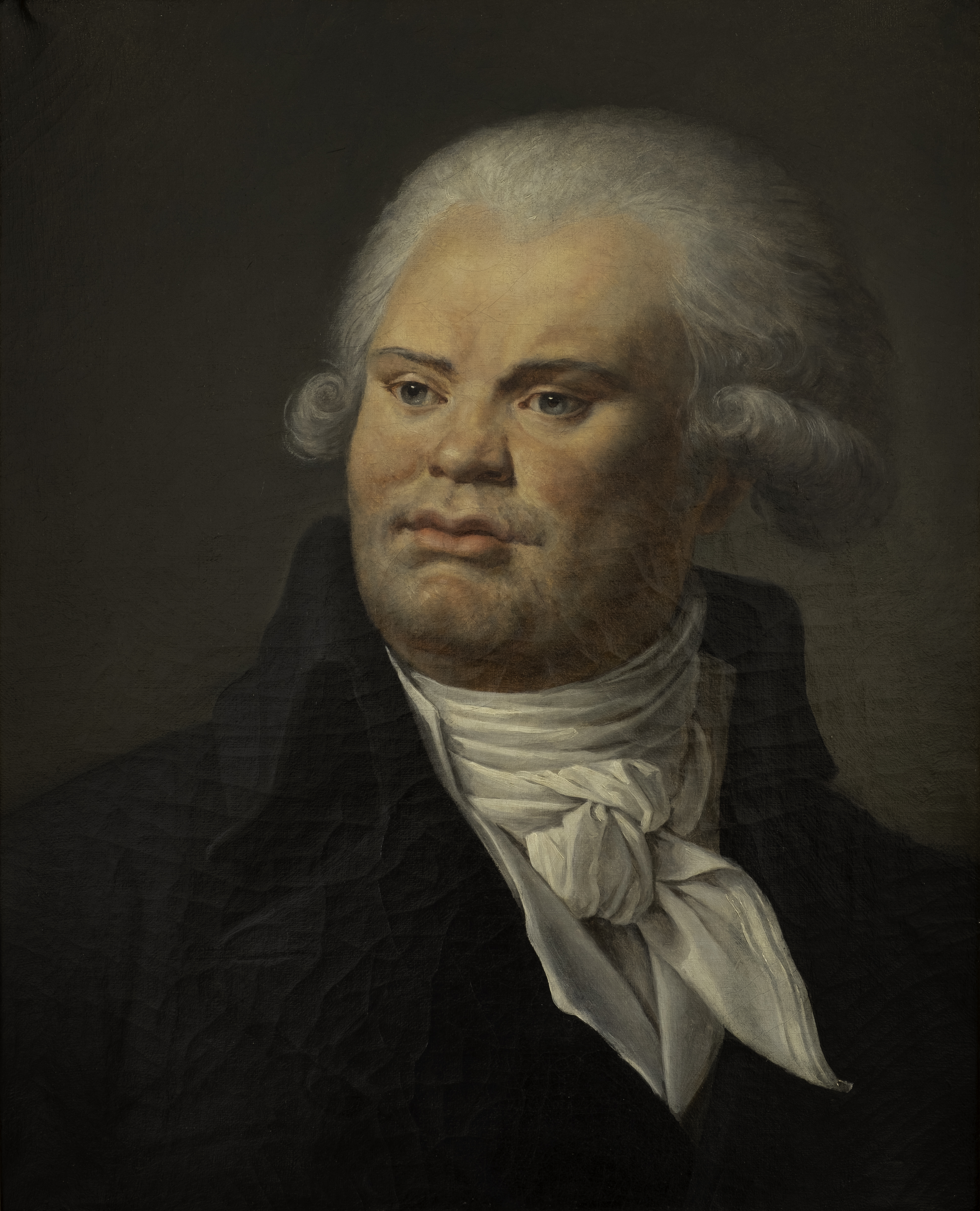
Georges Danton (* 1759)

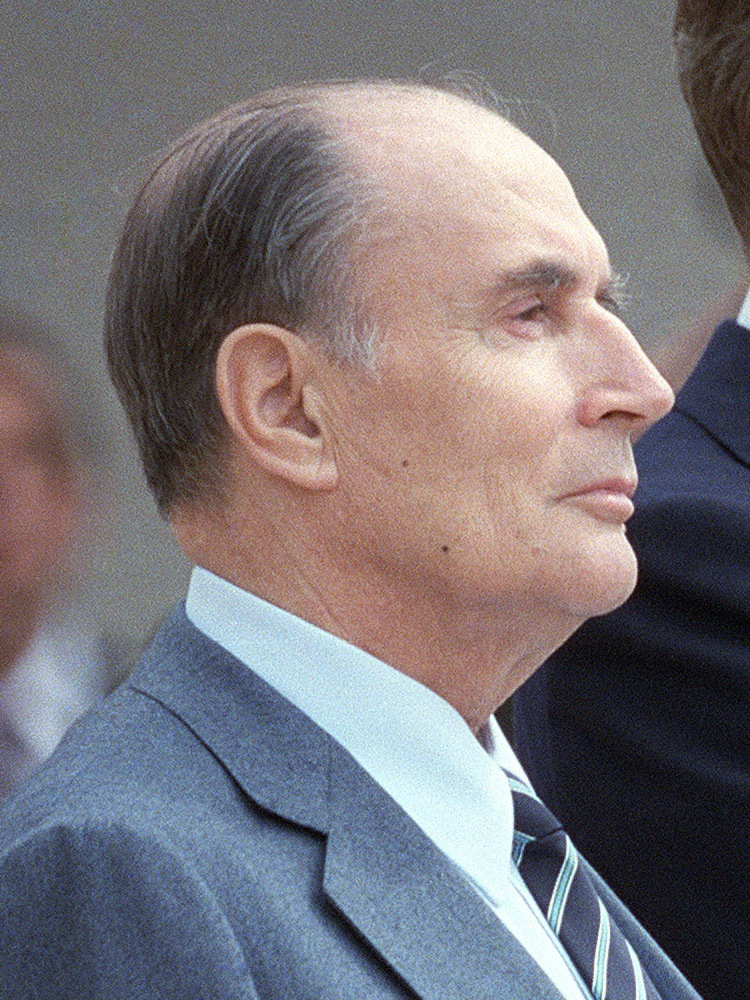
François Mitterrand (* 1916)

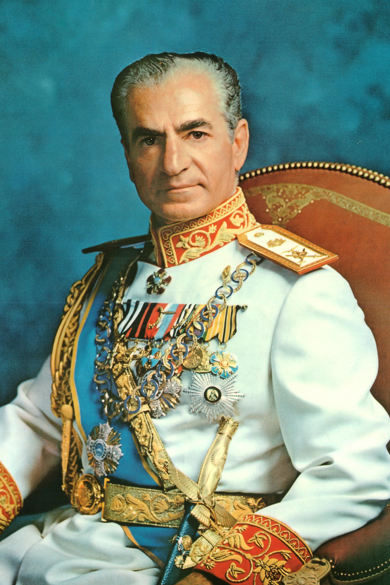
Muhammad Rezá Pahlaví (* 1919)

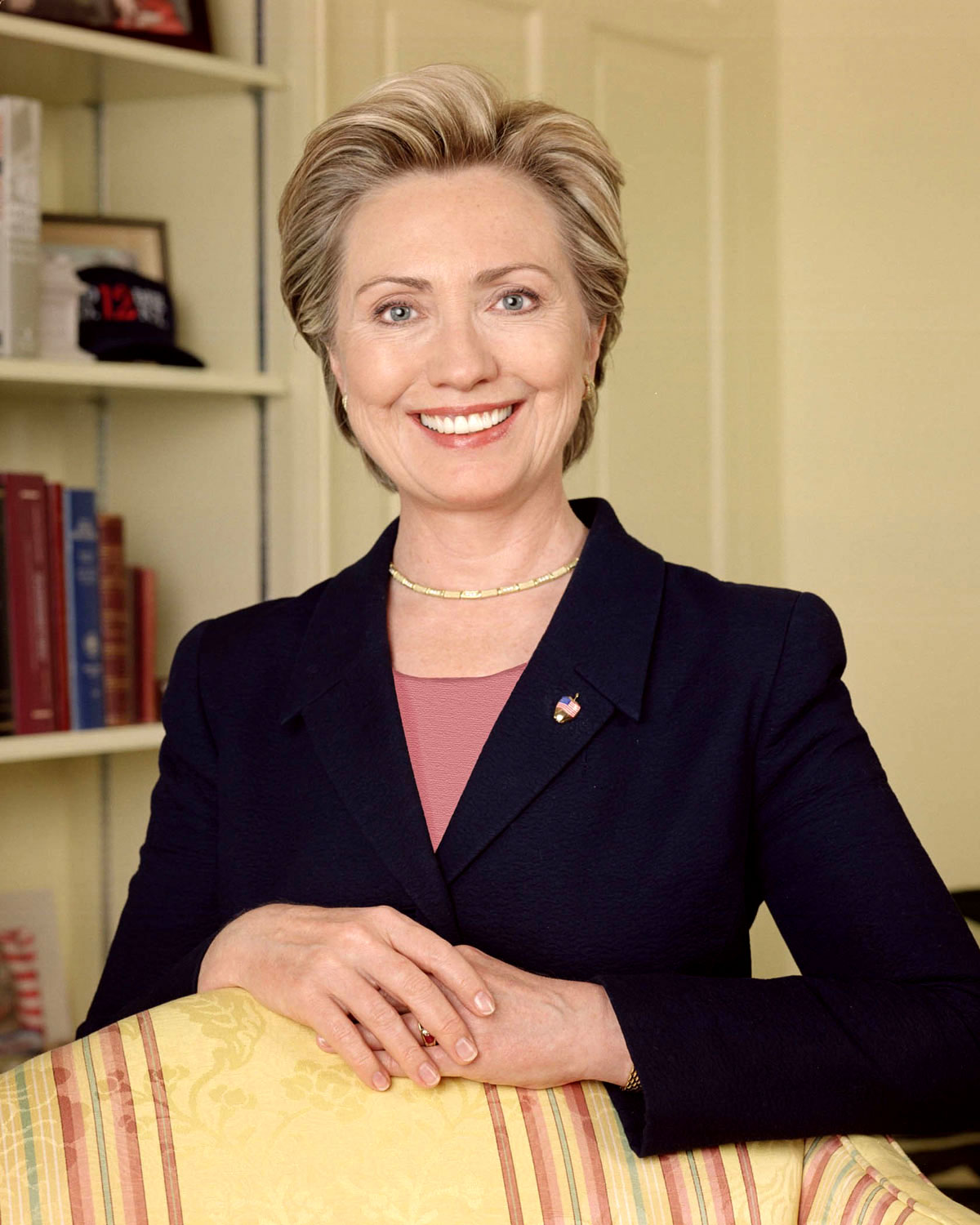
Hillary Clintonová (* 1947)

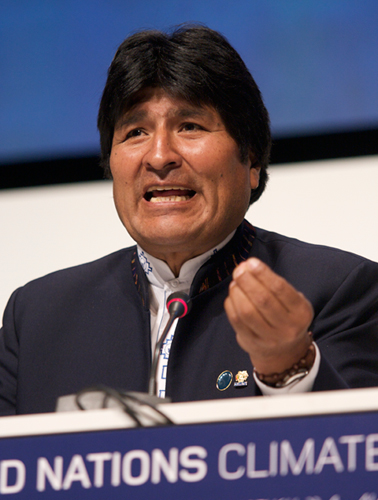
Evo Morales (* 1959)

- 1427 – Zikmund Habsburský, tyrolský vévoda († 4. března 1496)
- 1491 – Čeng-te, čínský císař († 20. dubna 1521)
- 1624 – Dosoftei, moldavský metropolita, rumunsky píšící učenec († 13. prosince 1693)
- 1673 – Dimitrie Cantemir, rumunský politik, učenec a spisovatel († 21. srpna 1723)
- 1685 – Domenico Scarlatti, italský hudebník († 23. července 1757)
- 1694 – Johan Helmich Roman, švédský hudební skladatel († 20. listopadu 1758)
- 1751 – Dmytro Bortňanskyj, ruský hudební skladatel († 10. října 1825)
- 1759 – Georges Jacques Danton, jeden z vůdců Francouzské revoluce († 5. dubna 1794)
- 1800 – Helmuth von Moltke starší, německý polní maršál († 24. dubna 1891)
- 1802 – Michal I. Portugalský, portugalský vzdorokrál († 14. listopadu 1866)
- 1817 – Jean-Charles Alphand, pařížský architekt († 6. prosince 1891)
- 1825 – Tomomi Iwakura, japonský státník († 20. července 1883)
- 1842
  - Zdenko Schücker, rakouský politik († 4. prosince 1904)
  - Vasilij Vasiljevič Věreščagin, ruský malíř († 31. března 1904)
- 1849 – Ferdinand Georg Frobenius, německý matematik († 31. srpna 1917)
- 1866 – William Wauer, německý sochař († 10. března 1962)
- 1875 – Svetozar Pribićević, srbský politik († 15. září 1936)
- 1880
  - Andrej Bělyj, ruský spisovatel a básník († 8. ledna 1934)
  - Knud Kristensen, premiér Dánska († 28. září 1962)
- 1881 – Margaret Wycherlyová, anglická divadelní a filmová herečka († 6. června 1956)
- 1883 – Napoleon Hill, americký autor literatury věnované osobnímu úspěchu († 8. listopadu 1970)
- 1888 – Nestor Machno, ukrajinský anarchista († 25. července 1934)
- 1892 – André Chapelon, francouzský konstruktér parních lokomotiv († 22. července 1978)
- 1893 – Miloš Crnjanski, srbský básník a spisovatel († 30. listopadu 1977)
- 1899 – Emilio Grazioli, italský fašistický politik († 15. června 1969)
- 1900
  - Ibrahim Abboud, prezident Súdánu († 8. září 1983)
  - Karin Boyeová, švédská spisovatelka († 24. dubna 1941)
- 1902 – Beryl Markham, pilotka britského původu a trenérka koní († 3. srpna 1986)
- 1904 – Boris Chajkin, běloruský dirigent († 11. května 1978)
- 1906 – Primo Carnera, italský boxer, mistr světa v supertěžké váze († 29. června 1967)
- 1911
  - Mahalia Jackson, americká gospelová zpěvačka († 27. ledna 1972)
  - Sorley MacLean, skotský gaelský básník († 24. listopadu 1996)
- 1913 – Charlie Barnet, americký saxofonista († 4. září 1991)
- 1916 – François Mitterrand, francouzský politik, prezident († 8. ledna 1996)
- 1919 – Muhammad Rezá Pahlaví, íránský šáh († 28. července 1980)
- 1925 – Jan Wolkers, nizozemský spisovatel, sochař a malíř († 19. října 2007)
- 1927 – Warne Marsh, americký saxofonista († 18. prosince 1987)
- 1928 – Aureliu Busuioc, moldavský spisovatel († 9. října 2012)
- 1929
  - Jean Blondel, francouzský politolog
  - Dane Zajc, slovinský básník, dramatik a spisovatel († 20. října 2005)
- 1930 – John Arden, anglický dramatik († 28. března 2012)
- 1933 – Alexander Pituk, slovenský šachista († 30. dubna 2002)
- 1934 – Jacques Loussier, francouzský klavírista a hudební skladatel († 5. března 2019)
- 1936 – Al Casey, americký kytarista († 17. září 2006)
- 1938 – Richard Goldstone, jihoafrický právník
- 1940 – Jozef Stank, slovenský politik († 7. března 2005)
- 1942
  - Bob Hoskins, anglický herec († 29. dubna 2014)
  - Stano Dančiak, slovenský herec († 19. srpna 2018)
- 1944 – Kenneth Ascher, americký klavírista
- 1946 – Holly Woodlawn, portorická transgender herečka
- 1947 – Hillary Clintonová, americká politička
- 1948 – Allan Warren, britský fotograf, spisovatel a herec
- 1949 – Pavel Gantar, slovinský sociolog a politik
- 1951
  - Josef Hirthammer, německý malíř, sochař a fotograf
  - Tommy Mars, americký klávesista
  - Julian Schnabel, americký malíř a režisér
- 1952 – Lars Peter Hansen, americký ekonom, nositel Nobelovy ceny za ekonomii
- 1954
  - Victor Ciorbea, premiér Rumunska
  - James Pickens, americký herec
- 1955 – Stephen Kern Robinson, americký vědec a kosmonaut
- 1956
  - Mike Godwin, americký advokát a spisovatel
  - Agnieszka Kotulanka, polská herečka († 20. února 2018)
  - Rita Wilsonová, americká herečka, manželka Toma Hankse
  - Daniela Trandžíková, slovenská házenkářka († 26. října 2014)
- 1959 – Evo Morales, bolivijský politik
- 1961 – Dylan McDermott, americký herec
- 1966 – Zlatko Dalić, chorvatský fotbalový trenér a bývalý fotbalista
- 1969 – Pedro de Paz, španělský spisovatel
- 1970 – Satu Mäkeläová-Nummelaová, finská sportovní střelkyně
- 1973 – Róbert Petrovický, slovenský hokejista
- 1978 – CM Punk, americký wrestler
- 1981 – Guy Sebastian, australský zpěvák
- 1987 – Zena Cardmanová, americká geobioložka a astronautka
- 1990 – Taťána Akimovová, ruská biatlonistka
- 1995 – Celeste Plaková, nizozemská volejbalistka

## Úmrtí
Viz též Kategorie:Úmrtí 26. října — automatický abecedně řazený seznam.

### Česko

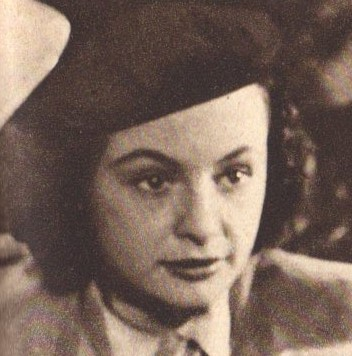
Irena Kačírková († 1985)

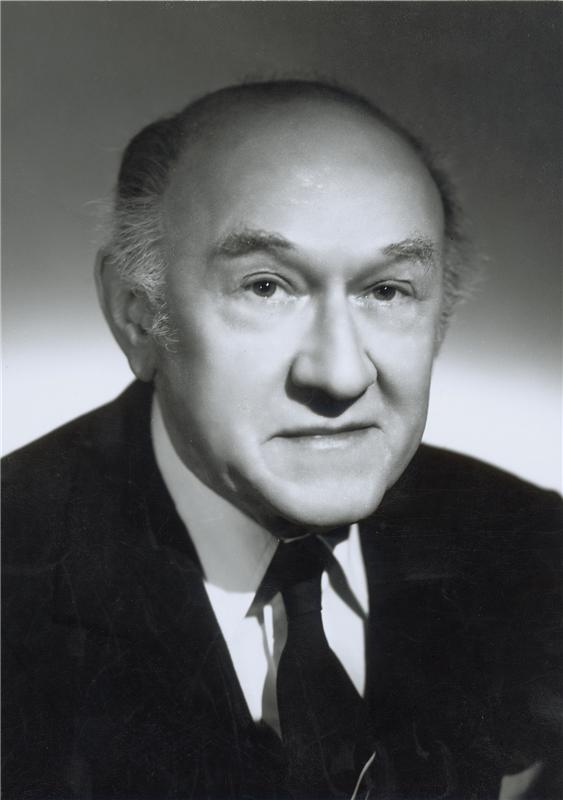
František Filipovský († 1993)

- 1747 – Ignác Rohrbach, sochař (* 1691)
- 1763 – Jan Mořic Gustav z Manderscheid-Blankenheimu, arcibiskup pražský (* 12. června 1676)
- 1796 – Jacob Kolditz, houslař (* 1718)
- 1880 – Vojtěch Hřímalý starší, varhaník a hudební skladatel (* 18. července 1809)
- 1907 – Emanuel Engel, lékař a politik (* 20. října 1844)
- 1926 – Rudolf Jedlička, lékař a mecenáš (* 20. února 1869)
- 1952
  - František Bohumil Doubek, malíř a ilustrátor (* 20. března 1865)
  - Alois Rameš, jeden z prvních českých závodních cyklistů (* 29. srpna 1867)
- 1954 – Václav Rabas, malíř (* 13. listopadu 1885)
- 1956 – Augustin Handzel, sochař (* 7. června 1886)
- 1960 – Antonín Pustka, sběratel lidových písní (* 4. května 1877)
- 1964
  - Josef Marcel Sedlák, spisovatel (* 7. května 1895)
  - Rudolf Hromada, esperantista (* 9. listopadu 1890)
- 1978 – Miloslav Bureš, trumpetista (* 20. října 1930)
- 1985
  - Irena Kačírková, herečka (* 24. března 1925)
  - Karel Kupka, hudební skladatel a sbormistr (* 19. června 1927)
- 1988 – Vlasta Jelínková, herečka (* 31. října 1904)
- 1993 – František Filipovský, herec (* 23. září 1907)
- 1995 – Tomáš Pasák, historik (* 6. června 1933)
- 2001 – Jaromír Neumann, historik umění (* 15. srpna 1924)
- 2004 – Zdeněk Matějček, dětský psycholog (* 16. srpna 1922)
- 2005 – Václav Král, automobilový designér (* 27. září 1936)
- 2009
  - Jaroslav Andrejs, hudební skladatel a sbormistr (* 6. dubna 1919)
  - Miloslav Švandrlík, spisovatel a humorista (* 10. srpna 1932)
- 2021 – Jiří Cerha zpěvák, hudební skladatel a pedagog, člen skupin C&K Vocal a Spirituál kvintet (* 10. června 1943)

### Svět

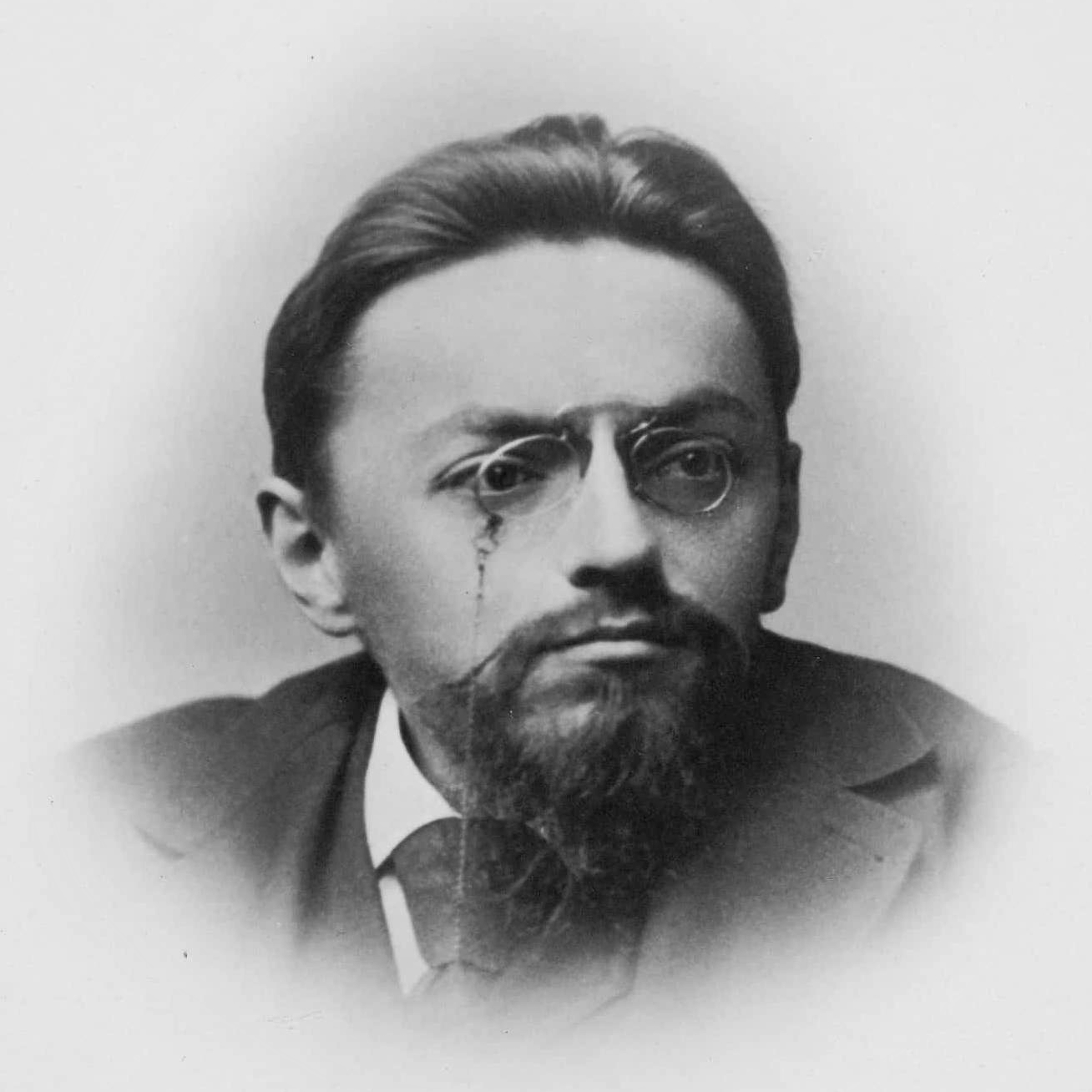
Charles Proteus Steinmetz († 1923)

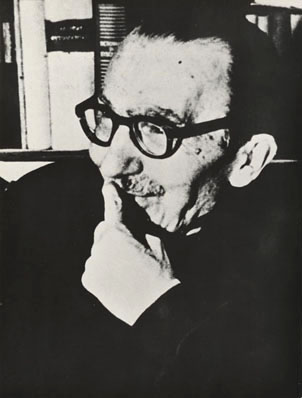
Nikos Kazantzakis († 1957)

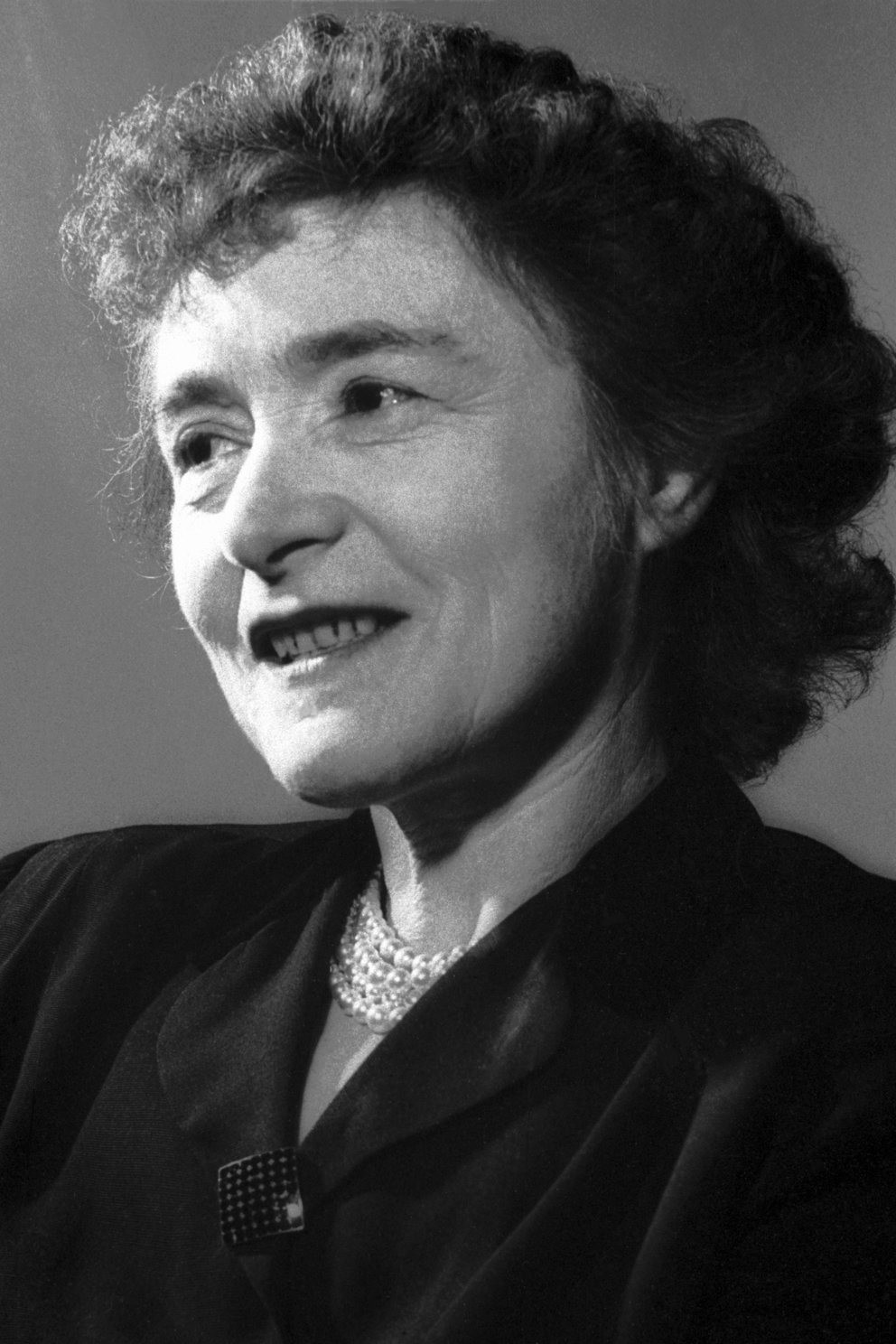
Gerty Coriová († 1957)

- 0899 – Alfréd Veliký král anglosaského království Wessex (* 845 ?)
- 1243 – Bernardo Calbó, cisterciácký mnich a biskup ve Vic, světec (* 1180)
- 1580 – Anna Habsburská, dcera císaře Maxmiliána, manželka španělského krále Filipa II. (* 2. listopadu 1549)
- 1613 – Johann Bauhin, švýcarský botanik a lékař (* 12. prosince 1541)
- 1620 – Mahfiruz Hatice Sultan, první a oficiální manželka sultána Ahmeda I., matka sultána Osmana II., Valide Sultan (* 1590)
- 1703 – Ferdinand Vilém Eusebius ze Schwarzenbergu, rakouský šlechtic, polik a císařský tajný rada (* 23. května 1652)
- 1749 – Louis-Nicolas Clérambault, francouzský hudební skladatel a varhaník (* 19. prosince 1676)
- 1764 – William Hogarth, anglický malíř a grafik (* 10. listopadu 1697)
- 1768 – Anton Heinrich Friedrich von Stadion, großhofmeister na kurfiřtském dvoře v Mohuči (* 5. dubna 1691)
- 1811 – Norbert Schreier, slovenský teolog, filosof a hebraista (* 29. dubna 1744)
- 1817 – Nikolaus Joseph von Jacquin, nizozemsko-francouzsko-rakouský botanik (* 16. února 1727)
- 1829 – John Mawe, anglický mineralog (* 1764)
- 1837 – Arthur Woolf, britský konstruktér parních strojů (* listopad 1766)
- 1862
  - Marie Luisa Meklenbursko-Zvěřínská, sasko-altenburská vévodkyně (* 31. března 1803)
  - Alexandr Gučkov, ministr války v ruské prozatímní vládě († 14. února 1936)
- 1868 – Wilhelm Griesinger, německý psychiatr (* 29. července 1817)
- 1874 – Peter Cornelius, německý hudební skladatel a básník (* 24. prosince 1824)
- 1886 – Johann Hönig, rakouský matematik (* 9. května 1810)
- 1890 – Carlo Collodi, italský novinář a spisovatel (* 24. listopadu 1826)
- 1899 – Friedrich von Leitenberger, český podnikatel a politik německé národnosti (* 5. listopadu 1837)
- 1907 – Charles Van Lerberghe, belgický spisovatel (* 21. října 1861)
- 1908 – Takeaki Enomoto, japonský admirál (* 5. října 1836)
- 1909 – Hirobumi Itó, ministerský předseda Japonska (* 16. října 1841)
- 1917 – Georges Demenÿ, francouzský vynálezce a gymnasta (* 12. června 1850)
- 1923 – Charles Proteus Steinmetz, německo-americký matematik a elektroinženýr (* 9. dubna 1865)
- 1928 – Ferdinand Schmutzer, rakouský malíř a fotograf (* 21. května 1870)
- 1931 – John Isaac Briquet, švýcarský botanik (* 13. března 1870)
- 1937 – Józef Dowbor-Muśnicki, polský generál (* 25. října 1867)
- 1940 – Olga Boznańska, polská malířka (* 15. dubna 1865)
- 1941 – Arkadij Gajdar, ruský spisovatel dětských knih (zabit v boji) (* 22. ledna 1904)
- 1944 – Beatrix Sasko-Koburská, dcera britské královny Viktorie (* 14. dubna 1857)
- 1945 – Alexej Nikolajevič Krylov, ruský námořní inženýr, matematik a spisovatel (* 15. srpna 1864)
- 1946 – Heinrich Jöckel, velitel věznice Malá pevnost Terezín (* 10. července 1898)
- 1957
  - Nikos Kazantzakis, řecký spisovatel (* 18. února 1883)
  - Gerty Coriová, americko-česká biochemička (* 15. srpen 1896)
  - Fritz Lehmann, rakouský architekt (* 18. července 1889)
- 1958 – Ladislav Hudec, slovenský architekt (* 8. ledna 1893)
- 1968 – Jean Hyppolite, francouzský filosof (* 8. ledna 1907)
- 1969 – Cyril Slater, kanadský hokejový útočník, zlato na OH 1924 (* 27. března 1897)
- 1972 – Igor Sikorskij, letecký konstruktér (* 25. května 1889)
- 1973 – Semjon Michajlovič Buďonnyj, sovětský vojevůdce a legendární hrdina (* 25. dubna 1885)
- 1976 – Elijahu Dobkin, vůdčí osoba hnutí dělnického sionismu (* 31. prosince 1898)
- 1977 – David Zehavi, izraelský hudební skladatel (* 14. června 1910)
- 1979 – Pak Čong-hui, prezident Korejské republiky (* 14. listopadu 1917)
- 1980 – Marcelo Caetano, portugalský předseda vlády (* 17. srpna 1906)
- 1983 – Alfred Tarski, polský matematik (* 14. ledna 1901)
- 1986 – Jackson Scholz, americký sprinter, dvojnásobný olympijský vítěz (* 15. března 1897)
- 1989 – Charles J. Pedersen, americký chemik, nositel Nobelovy ceny (* 1904)
- 2013 – Ron Davies, velšský fotograf (* 17. prosince 1921)
- 2014 – Daniela Trandžíková, slovenská házenkářka (* 26. října 1956)
- 2021 – Ro Tche-u, jihokorejský voják a prezident 1983-1993, souzen za masakr v Kwangdžu 5. května 1980), (* 4. prosince 1932)

## Svátky

### Česko
- Erik, Erich
- Dimitrij
- Ervín
- Evarist

Katolický kalendář
- Svatý Rustik

### Svět
- Rakousko: Staatsvertag
- Benin: Den ozbrojených sil
- Nauru: Angam Day
- Den uvědomění intersexuality

| 26. říjen v pražském KlementinuÚdaje jsou platné k 29. 4. 2025. | 26. říjen v pražském KlementinuÚdaje jsou platné k 29. 4. 2025. | 26. říjen v pražském KlementinuÚdaje jsou platné k 29. 4. 2025. |
| minimum                                                         | denní průměr                                                    | maximum                                                         |
| --------------------------------------------------------------- | --------------------------------------------------------------- | --------------------------------------------------------------- |
| −4,4 °C (1947)                                                  | 8,0 °C (od 1961)                                                | 20,9 °C (1989)                                                  |